# Brownsea Castle

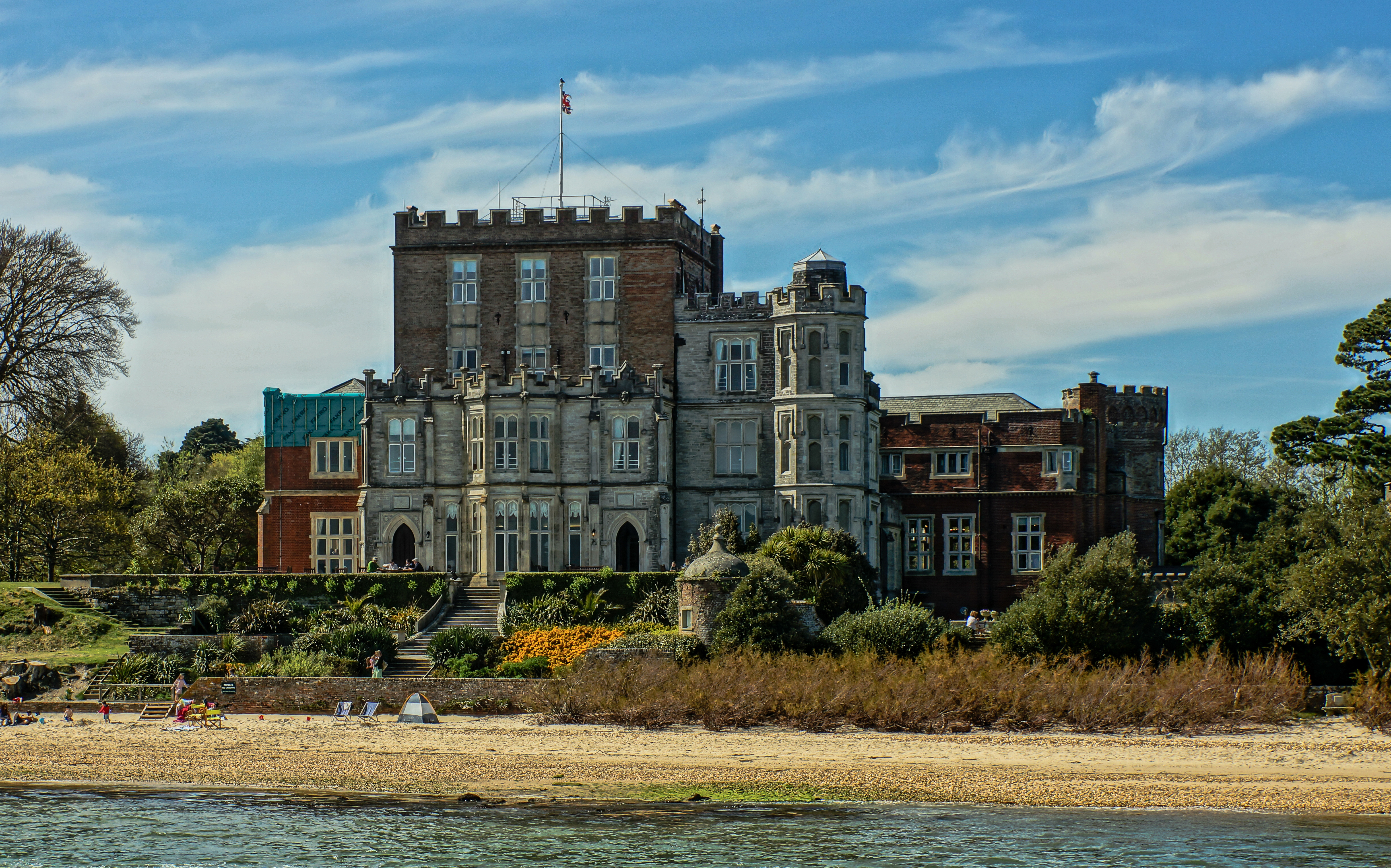
Brownsea Castle von der Seeseite

Brownsea Castle, früher auch Branksea Castle, ist eine Burg auf Brownsea Island in der englischen Grafschaft Dorset. Ursprünglich handelte es sich um eine Festung, die König Heinrich VIII. zwischen 1545 und 1547 errichten ließ, um den Poole Harbour vor befürchteten französischen Angriffen zu schützen. Die Festung bestand aus einem steinernen Blockhaus und einer sechseckigen Geschützplattform. Die Garnison bestand aus sechs Soldaten aus der benachbarten Stadt Poole und die Bewaffnung aus acht Kanonen. Die Festung war auch nach Abklingen der ursprünglichen Angriffsgefahr in Gebrauch und wurde im englischen Bürgerkrieg in den 1640er-Jahren von den Roundheads belegt. Ende des 17. Jahrhunderts wurde sie dann aber nicht mehr genutzt.
1726 baute der Architekt William Benson die Festung in ein privates Wohnhaus um, obwohl die Stadt Poole dagegen Einspruch erhob. Benson und die folgenden Besitzer ließen das bestehende Blockhaus zu einem Landhaus ausbauen und auf der umgebenden Insel einen Landschaftsgarten mit Ziergärten und künstlichen Seen anlegen. Im 19. Jahrhundert ließen die Eigner, z. B. Colonel William Waugh, immer wieder Bauarbeiten durchführen. Waugh ließ etliche Gebäudeteile im jakobinischen Stil anbauen. 1896 beschädigte ein Brand die Burg, die aber anschließend im Auftrag von Major Kenneth Robert Balfour restauriert wurde. Der reiche Aktienhändler Charles van Raalte führte Anfang des 20. Jahrhunderts ein verschwenderisches Leben auf Brownsea Castle. Er nutzte das Anwesen für seine Sammlung alter Musikinstrumente.
Im Jahre 1927 kaufte Mary Bonham-Christie Brownsea Castle. Allerdings ließ sie das Anwesen verfallen und nach ihrem Tod 1961 war es in sehr schlechtem Zustand. Dann kaufte es der National Trust und verpachtete es an die John Lewis Partnership, die es viele Jahre lang restaurieren ließ. Heute nutzt es immer noch diese Firma als Hotel für ihre heutigen und früheren Angestellten.

## Geschichte

### 16. Jahrhundert
Brownsea Castle ließ König Heinrich VIII. in den letzten Jahren seiner Herrschaft als Antwort auf die Spannungen zwischen England, Frankreich und dem Heiligen Römischen Reich bauen. Traditionell hatte die Krone Festungen an der Küste den örtlichen Herren oder Gemeinden überlassen und ihnen nur wenige Vorschriften über ihren Bau und ihre Unterhaltung gemacht und, obwohl Frankreich und das Reich in Konflikt miteinander lagen und Angriffe von See her üblich waren, war doch die Gefahr einer Invasion Englands gering. Bescheidene Verteidigungsbauwerke um einfache Blockhäuser und Türme existierten im Südwesten des Landes und entlang der Küste von Sussex und ein paar anspruchsvollere im Norden von England, aber grundsätzlich waren die Befestigungen recht klein.

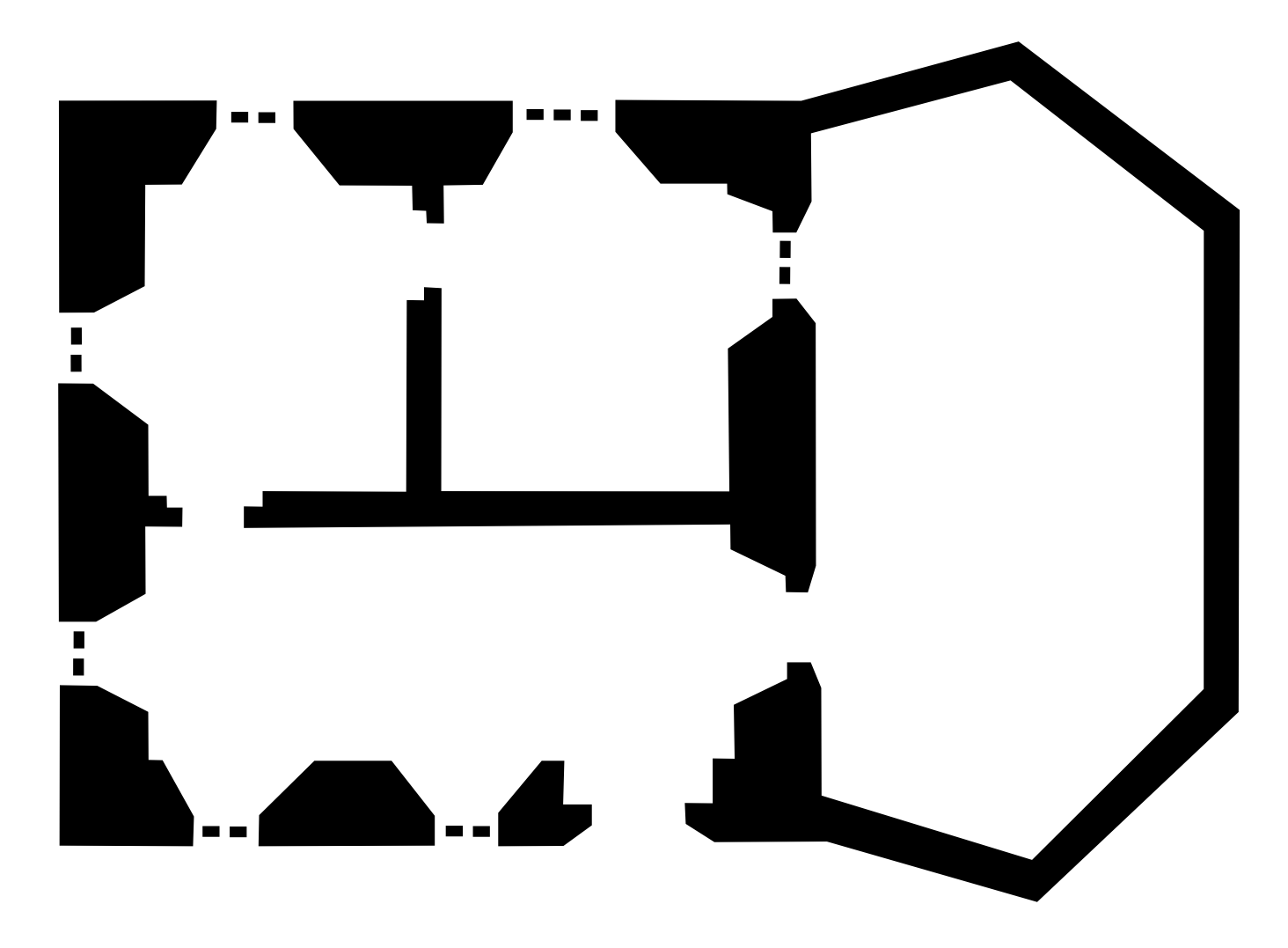
Grundriss des Blockhauses aus dem 16. Jahrhundert

1533 kam es zum Bruch zwischen Heinrich VIII. und Papst Paul III., weil Heinrich die langandauernde Ehe mit Katharina von Aragon lösen und wieder heiraten wollte. Heinrich reagierte darauf 1539 mit der Anordnung, entlang den empfindlichsten Stellen der Küste Festungen zu bauen. Die unmittelbare Gefahr ging vorüber, tauchte aber 1544 erneut auf, als Frankreich, unterstützt von seinen Alliierten in Schottland,  mit einer Invasion über den englischen Kanal drohte. Heinrich erließ 1544 daher einen weiteren Befehl, die Verteidigungsstellungen des Landes auszubauen, insbesondere entlang der Südküste.
Brownsea Castle wurde an der Südostecke von Brownsea Island zwischen 1545 und 1547 errichtet, umm den geschäftigen Hafen von Poole zu schützen. Die Insel gehörte der Krone, seit sie ein paar Jahre vorher bei der Auflösung der englischen Klöster von der Cerne Abbey konfisziert worden war. Der Bau war konservativ, ein Blockhaus mit quadratischem Grundriss, das laut einem Bericht von 1522 13 Meter × 13 Meter Grundfläche gehabt haben soll, als Basis für Kanonen auf seinem Dach diente und in drei Räume aufgeteilt war. Ursprünglich sollte das Blockhaus zwei Stockwerke haben, aber dies wurde nicht realisiert. Auf der Seeseite des Blockhauses befand sich eine sechseckige Plattform, auf den anderen drei Seiten war es von einem Burggraben umgeben. Der Zugang war über eine 7,3 Meter lange Zugbrücke auf der Südwestseite.
Für die Baukosten kamen die Krone und die Stadt Poole auf, die auch die Verantwortung für den Unterhalt und die Garnison übernahm. In den ersten Jahren der Regentschaft von Elisabeth I. wird die normale Garnison aus sechs Männern, bewaffnet mit acht Kanonen, beschrieben.
Zusätzliche Arbeiten an der Geschützplattform für £ 56 wurden 1548 durchgeführt und weitere Arbeiten an den Verteidigungswerken der Festung im Jahre 1552 von der Stadt Poole für £ 133. Die Burg benötigte regelmäßige Investitionen: 101 Pfeiler wurden 1551 eingebracht, vermutlich um der Küstenerosion entgegenzuwirken, und 1561 bat die Stadt die Krone um Hilfe für weitere Reparaturen und die Beschaffung neuer Kanonen. Eine weitere Petition für gleichartige Hilfe wurde 1571 gemacht, was zu Reparaturen zwei Jahre später führte, die £ 520 kosteten und 4000 Tonnen Steine verschlang. Weitere Arbeiten folgten 1585, einschließlich des Baus einer 1,2 Meter hohen Mauer um die Burg.
1576 gab Königin Elisabeth I. Brownsea Castle und Corfe Castle als Lehen auf Lebenszeit an Sir Christopher Hatton und machte ihn zum Admiral of Purbeck. Hatton stritt mit der Stadt Poole, weil er behauptete, er hätte das Recht, Schiffe, die in den Hafen der Stadt einfuhren, zu durchsuchen und zu inspizieren, und ebenfalls das Anrecht auf die Gewinne des örtlichen Fährbetriebes. Er verlor den Gerichtsprozess um die Fährrechte 1581. 1589 weigerte sich die Besatzung der Bountiful Gift, ihr Schiff inspizieren zu lassen, und behauptete, man hätte eine gültige Genehmigung, den Hafen zu verlassen. Von Brownsea Castle aus wurde daraufhin auf das Schiff gefeuert und zwei Besatzungsmitglieder starben. Der Captain der Festung, Walter Partridge, wurde wegen Totschlags angeklagt und verurteilt, dann aber begnadigt. Der Rest der Insel – nicht die Burg – wurde in den folgenden Jahren an verschiedene Landbesitzer verpachtet.

### 17. und 18. Jahrhundert

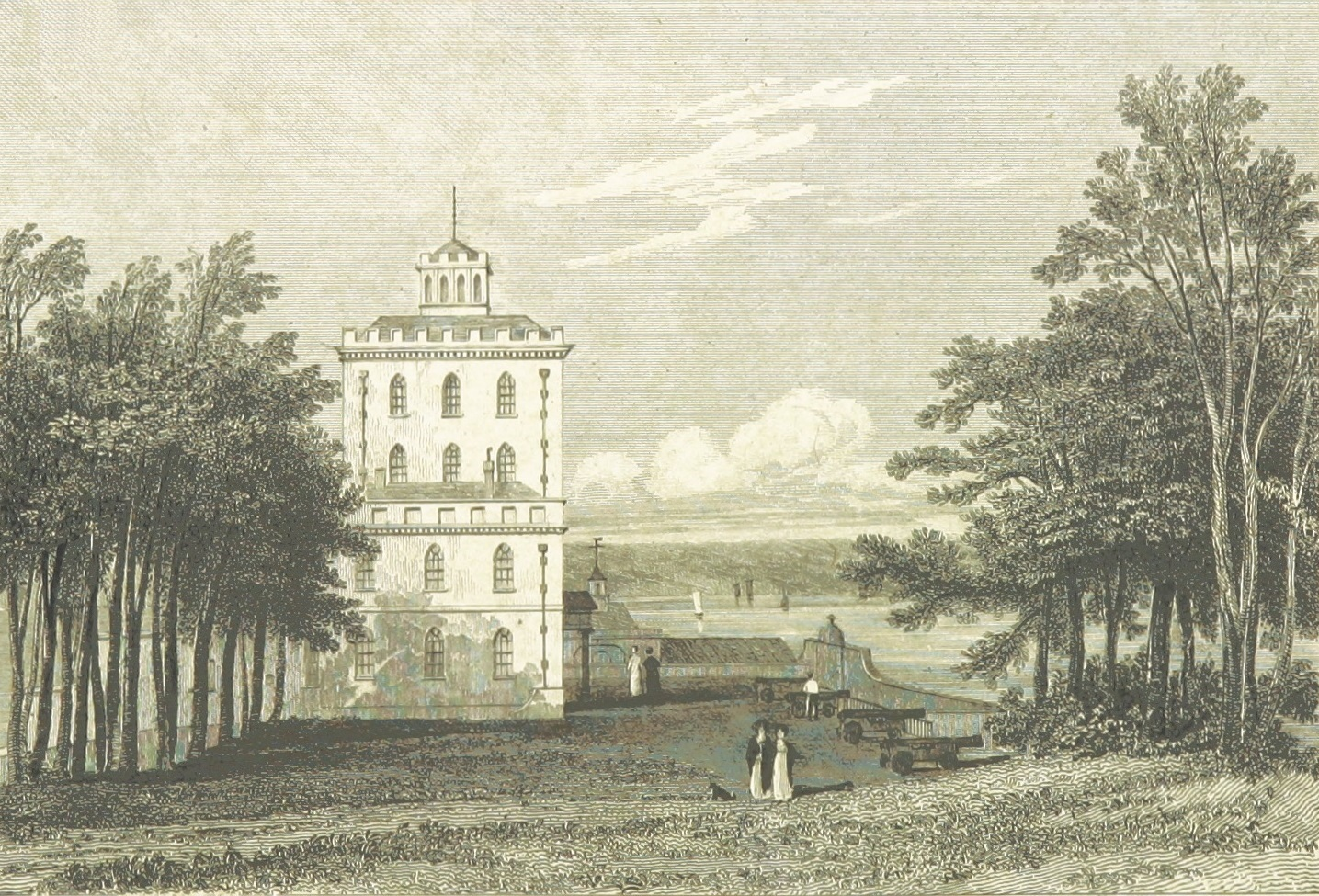
Blick auf die Burg 1818, der den palladianistischen Umbau des originalen Blockhauses durch Sir Humphrey Sturt zeigt.

Die Burg war den größten Teil des 17. Jahrhunderts mit einer Garnison belegt. Im Bürgerkrieg der 1640er-Jahre zwischen den Unterstützern König Karls I. und den Parlamentaristen wurde die Burg von den Roundheads unter dem Befehl des Gouverneurs von Poole gehalten. Die Burg wurde 1644 wiederbefestigt; das Parlament ordnete die Ausrüstung mit vier Geschützen und vier Kisten Musketen an. Die Burg war 1646 mit 20 Mann besetzt. Während des Interregnums (zwischen den Regierungszeiten von Karl I. und Karl II.) kaufte der reiche Kaufmann Sir Robert Clayton die umgebende Insel. Clayton lebte aber vermutlich nicht in der Burg und sie verfiel. Ende des 17. Jahrhunderts weigerte sich die Stadt Poole, die verfallende Festung mit einer Garnison zu belegen.
Der Amateurarchitekt William Benson kaufte die Insel von Claytons Erben 1726 für £ 300. Benson schickte sich trotz Beschwerden der Stadt Poole an, die Burg in ein privates Wohnhaus umzuwandeln. Die Stadt brachte den Fall vor den Generalstaatsanwalt, wo sie anführte, dass Benson nicht die Rechte an der Burg selbst, sondern nur die an der Insel gekauft hätte und dass Brownsea Castle eine nationale Festung sei, die ursprünglich Heinrich VIII. habe bauen lassen und die der Stadt Poole gehöre. Benson führte an, dass das Gebäude ursprünglich gar keine Burg, sondern vielmehr ein Wohnhaus gewesen sei; es sei nicht von Heinrich VIII. gebaut worden und daher habe die Krone keine besonderen Rechte daran – die früheren Eigentümer der Insel hätten vielmehr der Stadt und der Regierung erlaubt, dort Geschütze aufzustellen. Der Fall wurde schließlich niedergeschlagen und Benson ließ die äußeren Verteidigungswerke abreißen, einen Rittersaal schaffen und Bäume und seltene Pflanzen auf der ganzen Insel anpflanzen.
Die Burg wurde an einen Mr Chamberlayne und dann 1762 weiter an Sir Gerard Sturt und 1765 an dessen Vetter, Sir Humphrey Sturt, verkauft. Humphrey Sturt ließ die Burg rund um ihren Kern aus dem 16. Jahrhundert erweitern, sodass sie zu einem vierstöckigen Turm im palladianistischen Stil mit Zinnen und neuen Flügeln nach drei Seiten wurde. Er ließ auch einen eingefriedeten Hof im Gewächshäusern neben der Burg anlegen und die Insel in einen Landschaftsgarten mit zwei künstlichen Seen und einer großen Zahl von Tannen anlagen, was ihn £ 50.000 kostete. Sein Sohn, Charles Sturt, machte die Burg zu seinem Hauptwohnsitz, auch wenn er wegen seiner Beteiligung an den Koalitionskriegen häufig woanders lebte.

### 19. bis 21. Jahrhundert

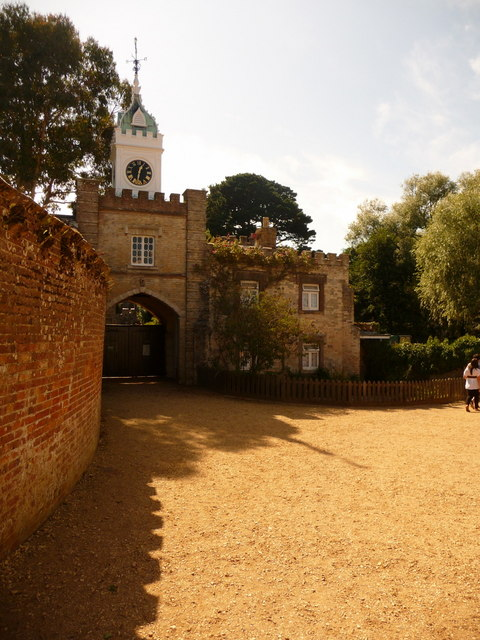
Das Torhaus und der Uhrenturm, erbaut 1852

Charles Sturts Sohn, ebenfalls mit Namen Charles, erbte das Anwesen und verkaufte es 1817 an Sir Charles Chad. Chad investierte kräftig in die Burg und König Georg V. war 1818 zu Besuch, um einem Salut der Geschütze beizuwohnen. Der Diplomat Sir Augustus Foster erwarb die Burg 1840, als er in Rente ging; er beging 1848 Selbstmord auf der Burg, als er sich in einem Zustand befand, der bei seiner Untersuchung als „zeitweilige Geisteskrankheit“ nach einer „Krankheit des Herzens und der Lungen“ bezeichnet wurde.
Ein indischer Armeeoffizier im Ruhestand, Colonel William Waugh, kaufte die Insel 1852, weil er hoffte, sie in eine profitable Töpferfabrik umwandeln zu können. Er ließ Restaurierungsarbeiten an der Burg durchführen und eine neue Gebäudeflucht in jakobinischem Stil an der Süd- und Ostseite der Burg errichten. Waugh ließ auch das zinnenbewehrte Torhaus und den Uhrenturm am Eingang zum Hof sowie den jakobinischen Pier am Strand unterhalb der Burg errichten. Seine Unternehmungen erwiesen sich als erfolglos und 1857 entfloh er seinen Gläubigern nach Spanien.
Nach einer Zeit in den Händen eines Mr Faulkners, der die Töpferfabrik weiterführte, wurde das Anwesen 1873 für £ 30.000 an den Politiker und Rechtsanwalt George Cavendish-Bentinck verkauft, der die Burg mit einer umfangreichen Sammlung italienischer Renaissanceskulpturen ausstattete. Cavendish-Bentinck schloss die Töpferfabrik und schenkte die Insel seinem Sohn William als Familiensitz, wobei er zusätzlich eine umfangreiche Renovierung der Burg finanzierte. William und seine Gattin zogen 1888 ein. Cavendish-Bentinck starb 1891 und hinterließ immense Schulden, die William zum Verkauf von Insel und Burg an Major Kenneth Robert Balfour zwangen.
Am 16. Januar 1896 fing die Burg Feuer und die Inneneinrichtung wurde durch den Brand zerstört. Balfour ließ das Anwesen mit Hilfe des Architekten Philip Brown wiederherstellen, wobei die komplexeren Aspekte der Burg geglättet wurden. Balfours Gattin, Margaret Anne, wurde krank und so entschloss sich Balfour 1901, die Insel an den Börsenmakler Charles van Raalte zu verkaufen.

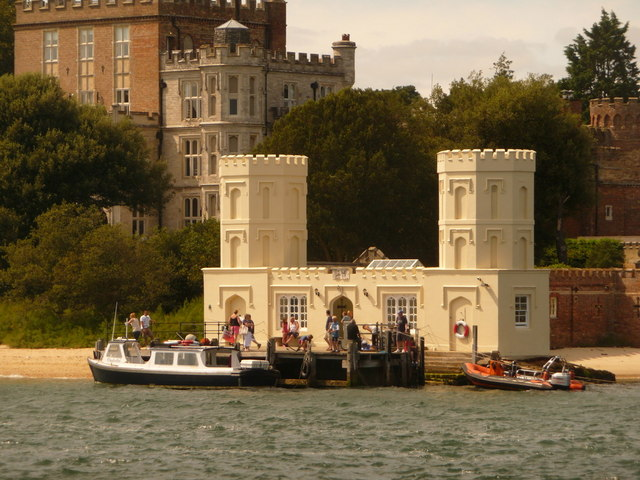
Der Familienpier, ebenfalls von 1852

Van Raalte pflegte einen verschwenderischen Lebensstil auf der Burg, die damals 38 Schlafgemächer besaß. Er hielt in den Sommermonaten große Hauspartys, komplett mit Hauspersonal und einer semiprofessionellen Musicaltuppe, ab und häufte eine seltene Sammlung von etwa 250 historischen Musikinstrumenten aus Europa, Asien und Afrika an. Charles van Raalte starb 1908, aber seine Gattin, Florence, blieb bis 1925 auf der Insel. Nach ihrem Tod 1927 wurde die Burg an Sir Arthur Wheeler verkauft, der sich augenblicklich entschied, die verbleibende Einrichtung versteigern und die Burg abreißen zu lassen. Die Auktion, in der einige Stücke von Van Raaltes Instrumenten- und Gemäldesammlung sowie 5000 Bücher umfasste, erbrachte £ 22.300.
Die Burg wurde nicht, wie ursprünglich geplant, abgerissen, sondern Mary Bonham-Christie kaufte sie später im selben Jahr für £ 125.000. Die neue Eignerin entschied sich dafür, in einem Haus in der Nähe und nicht in der Burg selbst zu wohnen, sodass die Insel verwilderte und die Burg verfiel. Als Bonham-Christie 1961 starb, war das Dach zum Teil eingestürzt und ein Baum wuchs mitten durch das Gebäude. Bonham-Christies Enkel bot angesichts der hohen Erbschaftssteuern die Insel zum Verkauf an, entschied sich dann aber, sie gegen Verrechnung mit diesen Erbschaftssteuern dem Vereinigten Königreich zu überlassen.
Der National Trust übernahm Burg und Insel 1962 und schätzte die Burg als „von geringem antiquarischen und architektonischem Wert“ ein. Die John Lewis Partnership pachtete die Burg vom National Trust und nutzte es als Firmenhotel für ihre Angestellten. Nach und nach wurden die Gebäude restauriert und die Firma nutzt die Burg noch heute. Einige der Ausstattungen aus dem 19. Jahrhundert sind bis heute erhalten, z. B. die Holzvertäfelung und die Zierdecken oder einige der mit Steinmetzarbeiten aus Venedig verzierten offenen Kamine. Auf der Burg finden sich auch vier Kanonen, die vermutlich aus dem 17. oder 18. Jahrhundert stammen. Die Burg wurde von English Heritage als historisches Gebäude II. Grades gelistet.